# جون بوفرت، ملکه اسکاتلند
جون بوفرت، ملکه اسکاتلند (انگلیسی: Joan Beaufort, Queen of Scots؛ ‏ حوالی ۱۴۰۴ – ۱۵ ژوئیه ۱۴۴۵) همسر جیمز یکم اسکاتلند و ملکه اسکاتلند بود. زمانی که فرزند او جیمز دوم اسکاتلند به سن قانونی نرسیده بود (از سال ۱۴۳۷ تا ۱۴۳۹)، وی نایب‌السلطنه اسکاتلند بود. دایی او هنری بوفرت کاردینال و صدراعظم انگلستان بود.
او در ۱۲ فوریهٔ ۱۴۲۴ با جیمز یکم اسکاتلند در کلیسای جامع سات‌ارک ازدواج کرد.